# Єфименко Роман Федорович
Роман Федорович Єфи́менко (13 листопада 1916, Клепали — 3 лютого 1996, Донецьк) — український графік; член Спілки радянських художників України з 1966 року. Батько художника Віктора Єфименка.

## Біографія
Народився 13 листопада 1916 року в селі Клепалах (нині Конотопський район Сумської області, Україна). Брав участь у німецько-радянській війні. У 1942 році потрапив у полон, відправлений до Німеччини, де перебував у концтаборах Вевельсбузі та Бухенвальді. Брав участь у підпільному комітетіту опору.
З 1947 року працював у видавництві «Донбас» у Донецьку. Мешкаву Донецьку в будинку на вултці Єленівській № 11. Помер в Донецьку 3 лютого 1996 року.

## Творчість
Працював в галузі станкової, книжкової графіки, малював плакати і політичні карикатури. Серед робіт:
графіка
- серія «Бухенвальдський цикл» (1944—1945, вугілля, крейда);
- «Портрет Ернста Тельмана» (1944, вугілля, крейда);
- серія «З фронтового альбому» (1947, картон);
- «Сонячний день» (1948, туш);
- «В окупації» (1949, картон);
- «Портрет творців вугільного комбайна Олександра Сукача і Володимира Хоріна» (1952, пастель);
- «Портрет знатного шахтаря Стеценка» (1955, пастель);
- «Автопортрет» (1958);
- «Будівництво комсомольської домни» (1960, кольорова ліногравюра);
- «Відлига» (1960);
- «Вечір» (1965);
- «Перший сніг» (1966, ліногравюра)
- «Письменник Ілля Гонімов» (1966);
- «Ранок на Донецькому металургійному» (1967, ліногравюра);
- «Буде буря» (1967, пастель; Донецький художній музей);
- «Портрет Фелікса Дзержинського» (1968, ліногравюра);
- «Руйнація» (1969, темпера);
- «Олексій Максимович Горький» (1970, ліногравюра);
- «Повернення в табір» (1980);
- «Співаючі коні» (1980);
- «Кожному своє» (1981);
- «Вечірня перевірка» (1981);
- «Автопортрет» (1982);
- «Силуети старої Риґи» (1983).

ілюстрації та оформлення до книг
- «Про Донбас» Миколи Упеника (1953);
- «Вибране» Бориса Горбатова (1953);
- «Повість про суворого друга» Леоніда Жарикова (1955);
- «Виховання мужності» Миколи Власова (1959);
- «Людина шукає дорогу» М. В. Лангмана (1960);
- нариси, спогади, документи в'язнів Бухенвальда «Полум'я гніву» (1965);
- «Шахтарчук» Іллі Гонімова (1966).

плакати
- «Алкоголізм завдає шкоди здоров'ю. Зловживання алкоголем веде до передчасного старіння, до передчасної інвалідності і смерті …» (1954);
- «П'ятирічний план вуглевидобутку виконаємо достроково!» (1956);
- «Люба Чубенко» (1965);
- «Люди, пам'ятайте!» (1970).

Брав участь у обласних виставках з 1949 року, всеукраїнських та всесоюзних — з 1960 року, зарубіжних — з 1975 року. Персональні виставки відбулися у Донецьку у 1986 та 1992 роках, Бурині у 1987 році, Макіївці у 1990 році, Торезі у 1997 році.
Передав Буринському краєзнавчому музею ескізи, виконані в Бухенвальді.